# Black Star Gate

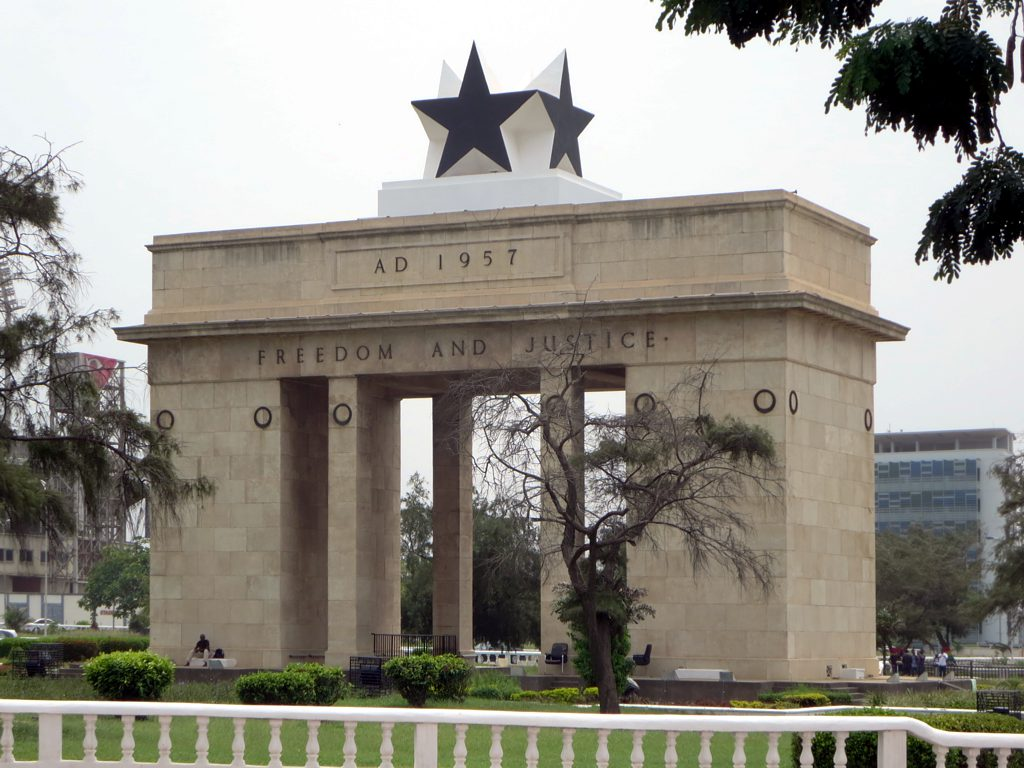
Black Star Gate in Accra – das nationale Symbol für Ghanas Unabhängigkeit

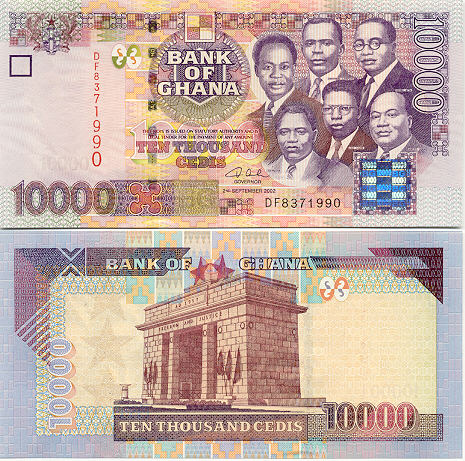
Das Black Star Gate auf der 10.000-Cedi-Banknote (2002) zusammen mit den Big Six der UGCC.

Das Black Star Gate, auch Black Star Monument (nach dem Schwarzen Stern (★) benannt, einem Symbol für Pan-Afrikanismus und Antikolonialismus) in Accra, der Hauptstadt von Ghana, ist Teil des Independence Square (Unabhängigkeitsplatzes), der heute als Black Star Square bekannt ist. Es befindet sich in der Mitte des Platzes, wo Paraden abgehalten werden. Das Black Star Gate ist ein Bauwerk, das von dem fünfzackigen »Schwarzen Stern von Afrika«  als Symbol für Afrika im Allgemeinen und Ghanas Unabhängigkeit im Besonderen gekrönt wird (siehe auch Flagge Ghanas). Es trägt die Inschrift AD 1957 zum Gedenken an das Jahr der Erlangung der Unabhängigkeit am 6. März 1957 vom Vereinigten Königreich und Freedom and Justice (Freiheit und Gerechtigkeit, der Wahlspruch des Staates Ghana).
Das Bauwerk in der Art eines alten Stadttors befindet sich im ehemaligen dänischen Teil von Accra. Der Ort und das Bauwerk wurden vom ersten Präsidenten Ghanas, Kwame Nkrumah, in Auftrag gegeben, zu Ehren des Besuchs der britischen Königin Elisabeth II., es wurde 1961 fertiggestellt.

## Siehe auch

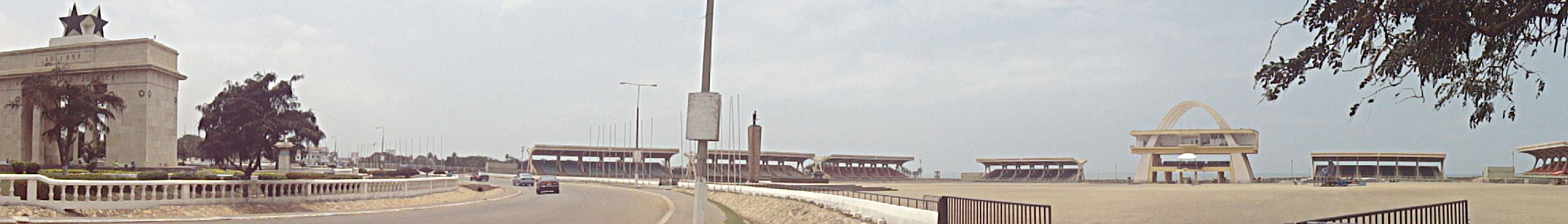
Independence Square (Unabhängigkeitsplatz)